# Wuyi Shuiku
Wuyi Shuiku (kinesiska: 五一水库) är en reservoar i Kina. Den ligger i den autonoma regionen Xinjiang, i den nordvästra delen av landet, omkring 470 kilometer sydväst om regionhuvudstaden Ürümqi. Wuyi Shuiku ligger 1 021 meter över havet. Arean är 5,3 kvadratkilometer. Trakten runt Wuyi Shuiku är ofruktbar med lite eller ingen växtlighet. Den sträcker sig 2,3 kilometer i nord-sydlig riktning, och 3,6 kilometer i öst-västlig riktning.
Genomsnittlig årsnederbörd är 141 millimeter. Den regnigaste månaden är juni, med i genomsnitt 36 mm nederbörd, och den torraste är mars, med 2 mm nederbörd.